# Índia nos Jogos Olímpicos

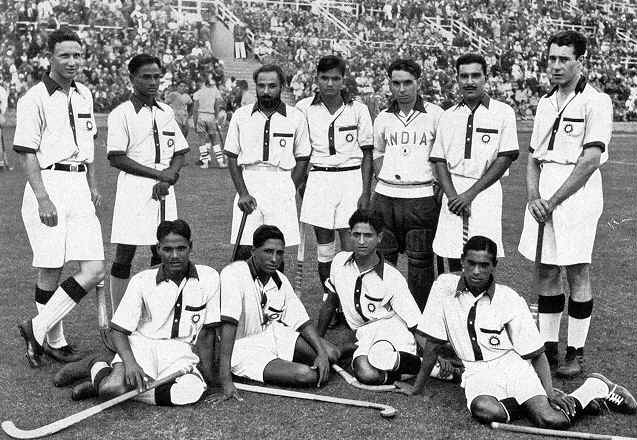
O time de Hóquei da Índia nas Olimpíadas de Berlim, em 1936, que posteriormente derrotaria a Alemanha por 8-1 na final

A Índia participou pela primeira vez dos Jogos Olímpicos em 1900, com uma única atleta (Norman Pritchard) ganhando duas medalhas no Atletismo.  O país mandou seu primeiro time para os Jogos Olímpicos de Verão de 1920, e participou de todos os Jogos Olímpicos de Verão desde então. O país também participou de vários Jogos Olímpicos de Inverno desde 1964.
Atletas indianos ganharam um total de 20 medalhas, a maioria no Hóquei sobre grama.  Por um período de tempo, o time de hóquei sobre grama masculno da Índia era dominante nas competições olímpicas, ganhando onze medalhas em doze Olimpíadas entre 1928 e 1980, incluindo seis medalhas de ouro sucessivas de 1928 a 1956.
O Comitê Olímpico Nacional da Índia é a Associação Olímpica Indiana, e foi criada em 1927.

## Quadro de Medalhas

### Medalhas por Jogos de Verão
| Jogos                 | Ouro           | Prata          | Bronze         | Total          | Posição |
| 1900 Paris            | 0              | 2              | 0              | 2              | 17      |
| 1904 St. Louis        | não participou | não participou | não participou | não participou | -       |
| 1908 Londres          | não participou | não participou | não participou | não participou | -       |
| 1912 Estocolmo        | não participou | não participou | não participou | não participou | -       |
| 1920 Antuérpia        | 0              | 0              | 0              | 0              | -       |
| 1924 Paris            | 0              | 0              | 0              | 0              | -       |
| 1928 Amsterdã         | 1              | 0              | 0              | 1              | 24      |
| 1932 Los Angeles      | 1              | 0              | 0              | 1              | 19      |
| 1936 Berlim           | 1              | 0              | 0              | 1              | 20      |
| 1948 Londres          | 1              | 0              | 0              | 1              | 22      |
| 1952 Helsinque        | 1              | 0              | 1              | 2              | 26      |
| 1956 Melbourne        | 1              | 0              | 0              | 1              | 24      |
| 1960 Roma             | 0              | 1              | 0              | 1              | 32      |
| 1964 Tóquio           | 1              | 0              | 0              | 1              | 24      |
| 1968 Cidade do México | 0              | 0              | 1              | 1              | 42      |
| 1972 Munique          | 0              | 0              | 1              | 1              | 43      |
| 1976 Montreal         | 0              | 0              | 0              | 0              | -       |
| 1980 Moscou           | 1              | 0              | 0              | 1              | 23      |
| 1984 Los Angeles      | 0              | 0              | 0              | 0              | -       |
| 1988 Seul             | 0              | 0              | 0              | 0              | -       |
| 1992 Barcelona        | 0              | 0              | 0              | 0              | -       |
| 1996 Atlanta          | 0              | 0              | 1              | 1              | 71      |
| 2000 Sydney           | 0              | 0              | 1              | 1              | 71      |
| 2004 Atenas           | 0              | 1              | 0              | 1              | 65      |
| 2008 Pequim           | 1              | 0              | 2              | 3              | 50      |
| 2012 Londres          | 0              | 2              | 4              | 6              | 55      |
| Total                 | 9              | 6              | 11             | 26             |         |

### Medalhas por Esportes de Verão
| Esporte            | Ouro | Prata | Bronze | Total |
| Hóquei sobre grama | 8    | 1     | 2      | 11    |
| Total              | 9    | 4     | 7      | 20    |

## Performance da Índia nas Olimpíadas
A Índia é conhecida entre as nações por ter pouquíssimas medalhas olímpicas apesar de ter uma população de mais de 1 bilhão de habitantes, sendo cerca de metade com menos de 25 anos. Várias explicações foram dadas para o fato, incluindo pobreza, desnutrição, falta de infra-estrutura, a falta de patrocínios, o roubo de dinheiro e de equipamentos, desorganização institucional, corrupção política, imobilidade social, a predominância do críquete e outros fatores culturais.
De acorde com fontes,a Índia é o país com o menor número de medalhas per capita do mundo (entre os países que ganharam pelo menos uma medalha). De acordo com outra pesquisa, todavia, a Índia fica apenas à frente do Vietnã na pesquisa.